# Теодор Тирон
Святий Теодор Тирон (306, Амасья, Понт, сьогоднішня Туреччина) — вірменський святий, мученик.

## Житія
Святий Мученик Феодор Тирон був воїном в м. Аласії в Понтійській області Римської імперії. Прізвище Тирон вказує на те, що він був новобранцем.
Під час гоніння імператора Максиміана (286–305) воїна Теодора звинуватили в підпалі язичницького храму богині Кібели та разом із іншими християнами змушували зректись віри в Христа й принести жертву ідолам. Проте побожний Теодор не приховував своєї християнської віри. На суді він мужньо заявив, що Ісус Христос є правдивим Богом.
Воїна Теодора привели до градоначальника Публія, де було вирішено кинути його в темницю, щоб він там помер голодною смертю. Через якийсь час Теодора Тирона знайшли живим та здоровим. Градоначальник знову запропонував Теодору принести жертву ідолам, та він відмовився. Його було віддано на тяжкі тортури — тіло стругали залізними зубцями, та Святий продовжував сповідувати свою віру в Христа.
В цей час, як говорить Святе Передання, йому з'явився Христос та, втішаючи, підкріпив його сили. Через певний час Теодора Тирона ще раз привели до правителя міста й останній раз просили зректися віри в Христа та принести жертву язичницьким богам, проте воїн Теодор безстрашно сповідував віру у воскреслого Господа. За це Мученика піддали ще більшим тортурам та засудили на спалення. Великомученик Теодор мужньо зайшов у вогонь і з молитвою віддав свою душу Богу близько 306 року.
Непошкоджене вогнем тіло Великомученика благочестива християнка Євсевія заховала в себе вдома у місті Євхаїті. Пізніше мощі Святого були перенесені в Константинополь, а голова Великомученика спочатку була у Бринзії, а зараз у Гаеті (сучасна Італія).
Через 50 років після мученицької смерті Теодора Тирона імператор Юліан Відступник (361–363), бажаючи осквернити християнам Святий Великий піст, наказав градоначальнику Константинополя кожен день протягом першої седмиці Великого посту кропити продукти, що продаються на ринку, кров'ю ідольських жертв. У цей же час Великомученик Теодор з'явився у сні Константинопольському архієпископу Євдоксію та звелів йому попередити християн в цей період не купувати ніяких продуктів, а вживати коливо (кутю), тобто варену пшеницю з медом.
В пам'ять про цю подію Православна церква особливо вшановує Великомученика Теодора Тирона в першу суботу Великого посту. Напередодні цього дня, в п'ятницю, після заамвонної молитви читається Канон Великомученику Теодору та благословляється коливо.
Коли Теодор вийшов на волю, то підпалив поганську божницю, що стояла посеред міста. За це його вдруге ув'язнили і наказали немилосердно бичувати, а потім кинути на спалення живцем у піч. Загинув Теодор мученицькою смертю 306 року в понтійському місті Амасії у Малій Азії.
- Пам'ять — 2 березня

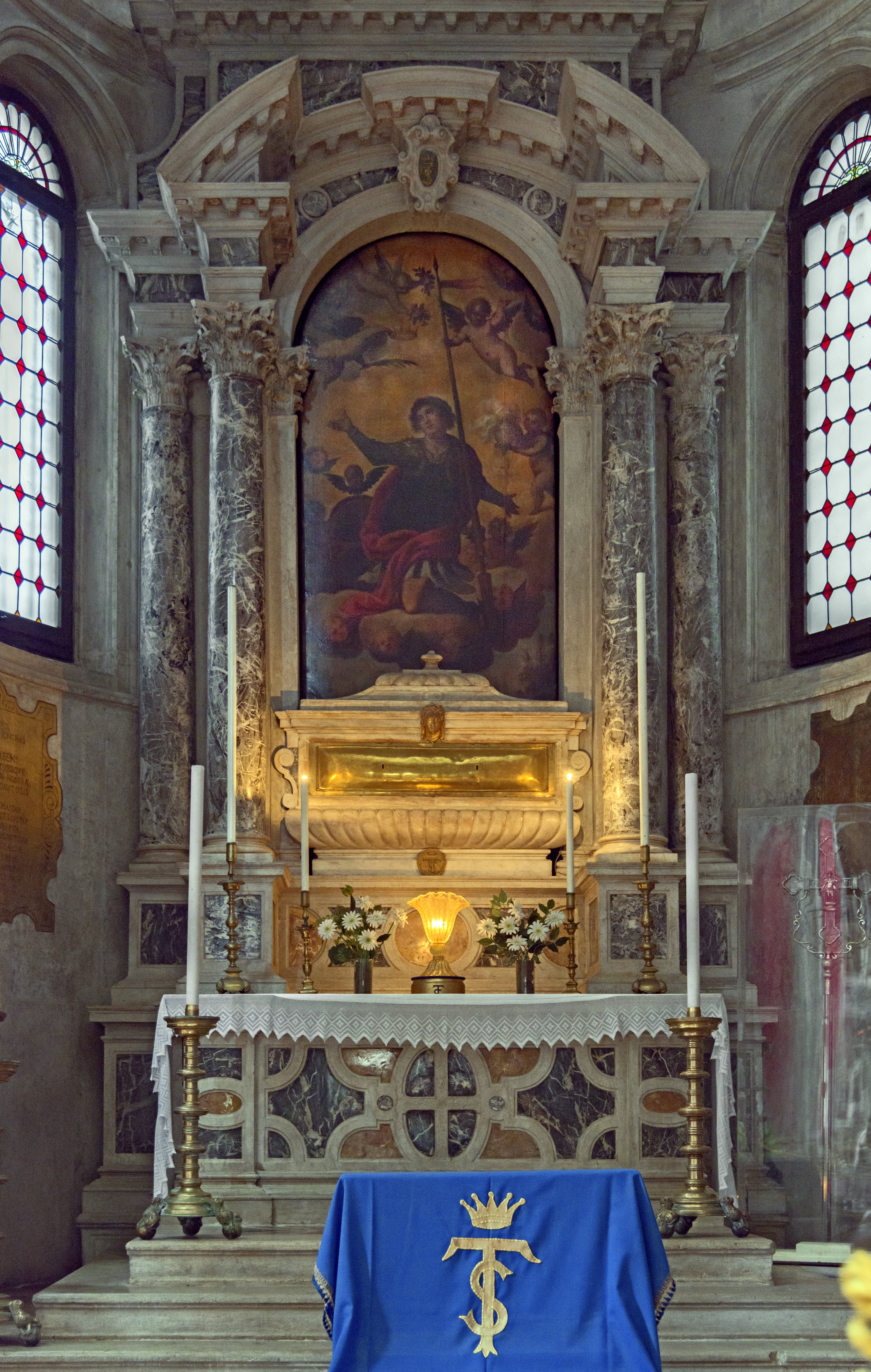
Його могила в Венеції
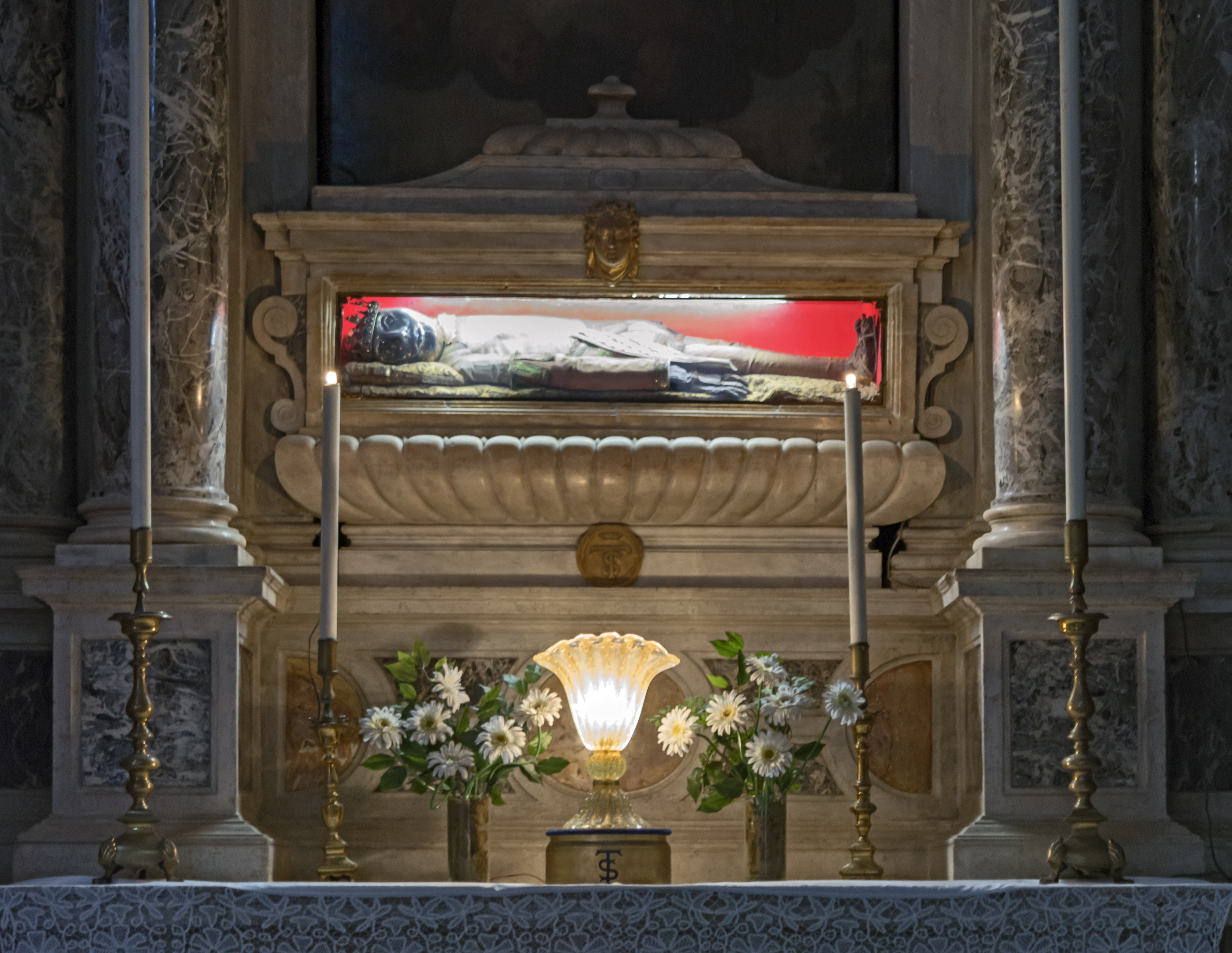
Теодор Тирон